# Urweltmuseum Geoskop
Das Urweltmuseum Geoskop (Eigenschreibweise: Urweltmuseum GEOSKOP) ist ein Naturkundemuseum zur Erdgeschichte der Pfalz auf Burg Lichtenberg bei Thallichtenberg nahe der westpfälzischen Kreisstadt Kusel (Rheinland-Pfalz). Als geowissenschaftliche Zweigstelle des Pfalzmuseums für Naturkunde in Bad Dürkheim ist es seit der Eröffnung 1998 das größte Informationszentrum zur Geologie dieser Region.

## Geographische Lage

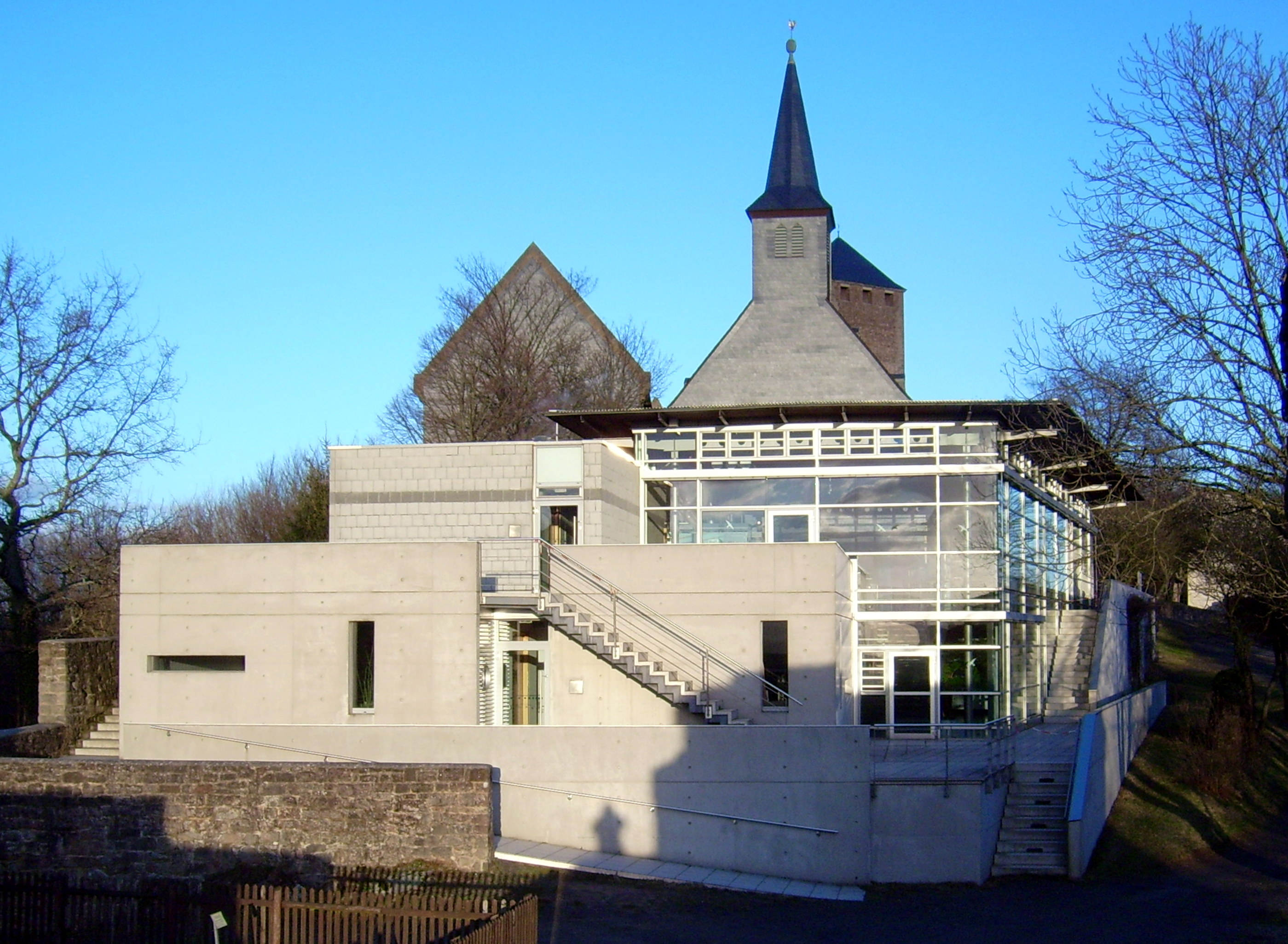

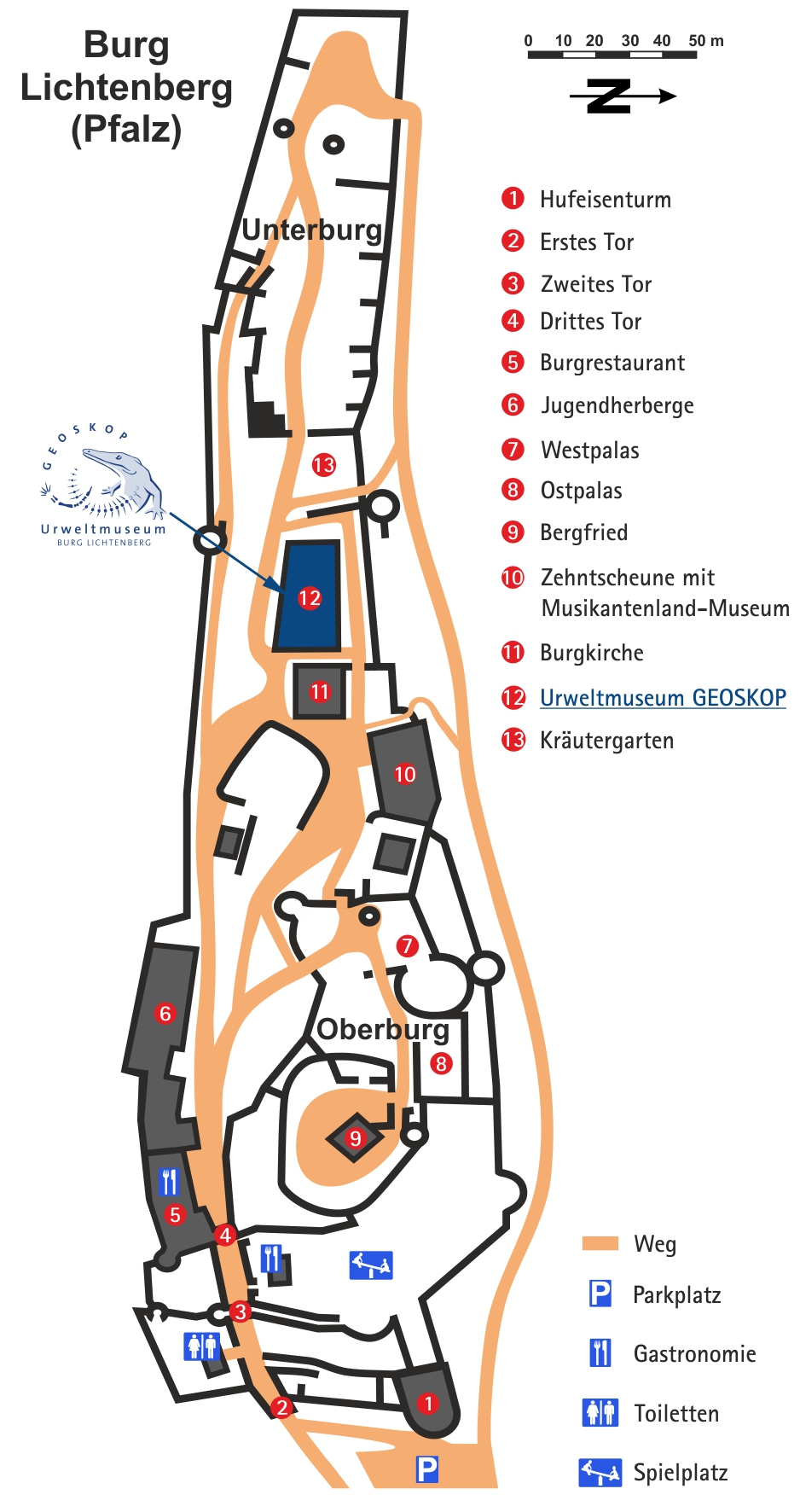
Vereinfachter Burgplan von Burg Lichtenberg (Pfalz) mit Lage des Geoskops

Das Geoskop liegt auf einer Höhe von 374 m ü. NHN innerhalb der Burg Lichtenberg. Dies ist eine spätromanische Anlage im Herzen des Nordpfälzer Berglands, die heutzutage für Kultur und Tourismus genutzt wird. Sie ist mit 425 m Längserstreckung die größte Burg der Pfalz und eine der größten Burganlagen Deutschlands.
Zwischen der Oberburg im Osten und der Unterburg im Westen präsentiert sich das Geoskop als postmoderner Museumsbau inmitten eines Gebäudeensembles, das aus über 800 Jahren europäischer Baugeschichte stammt. Die moderne Architektur des Museumsgebäudes auf dem Areal der historisch gewachsenen und als Denkmalzone eingestuften Burg hatte anfangs kontroverse Diskussionen ausgelöst.

## Name, Intension und Rechtsform

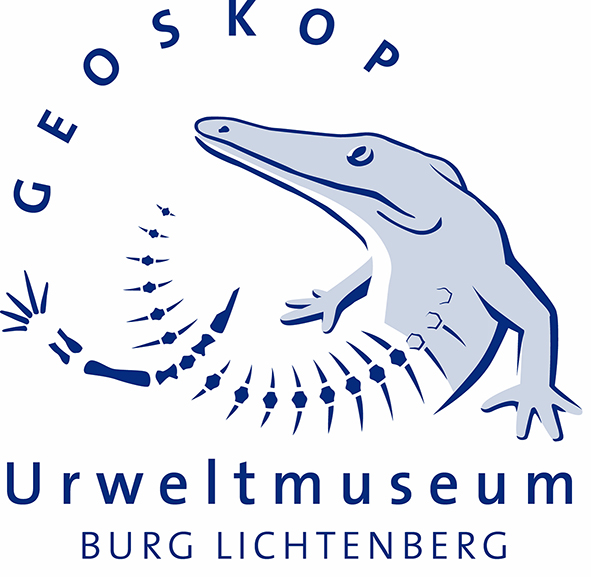
Logo

Das Museumslogo zeigt das stilisierte „Uramphib“ Archegosaurus, ein Charakterfossil des Pfälzer Rotliegend. Das Wort „Urwelt“ im Museumsnamen macht deutlich, dass sich das Museum mit der erdgeschichtlichen Vergangenheit beschäftigt. Der Namenszusatz „Geoskop“ beinhaltet zwei Wortstämme griechischen Ursprungs, nämlich „geo“ (deutsch: Erde) und „skop“ (deutsch: sehen, hineinsehen, betrachten). Die Idee der Museumsplaner war es, auf Burg Lichtenberg eine Institution zu schaffen, in der man „in die Erde hineinsehen“ kann, also im übertragenen Sinn in die Vergangenheit.
Der Boden im Nordpfälzer Bergland bzw. die zutage tretenden Gesteine sind extrem fossilreich und dokumentieren ein knapp 290 bis 300 Millionen Jahre altes vielfältiges kontinentales Ökosystem in weltweit einzigartiger Qualität.
Das Urweltmuseum Geoskop ist ein kommunales Museum. Es befindet sich in der Trägerschaft des Zweckverbands Pfalzmuseum für Naturkunde – Pollichia-Museum. Die finanzielle Verantwortung teilen sich der Bezirksverband Pfalz, der Landkreis Kusel und die Pollichia, der rheinland-pfälzische Verein für Naturforschung und Landespflege.

## Ausstellungen

### Hintergrund
Im ausgehenden Erdaltertum vor rund 300 Millionen Jahren lag das Gebiet der heutigen Pfalz fast 5000 km weiter südlich am Äquator, ungefähr dort, wo sich gegenwärtig Zentralafrika befindet. Die urzeitliche Pfalz war Teil einer riesigen Gebirgssenke (Saar-Nahe-Becken) innerhalb des Variszischen Gebirges mit großen Flüssen und Seen. Es herrschte ein durchgehend feucht-warmes Klima mit ausgeprägtem Wechsel von Regen- und Trockenzeiten (Monsun). Obwohl es noch keine Gräser gab, war die Landschaft von dichter Vegetation bedeckt. In sumpfigen Niederungen, an Fluss- und Seeufern gediehen Bärlappgewächse, Schachtelhalme und Farne, die sowohl den krautigen Unterwuchs als auch bis zu mehrere zehn Meter hohe Bäume stellten. Trockenere Standorte waren von Nacktsamern mit farnartigen Blättern, urtümlichen Ginkgo-Gewächsen und diversen Nadelbäumen wie Cordaiten besiedelt. In den tropischen Wäldern lebten bis zu einem Meter lange Riesentausendfüßer, großwüchsige Libellen und verschiedenartigste Schaben. Zu den aus heutiger Sicht eher exotischen Bewohnern der damaligen Flüsse und Seen zählen Schwämme, Quallen, Lungenfische, Quastenflosser und bis zu dreieinhalb Meter lange Süßwasserhaie aus der Gruppe der Einstachelhaie. Der Fischreichtum der Gewässer bot eine ideale Nahrungsgrundlage für klein- und großwüchsige Panzerlurche. Eine vielfältige Landwirbeltierfauna mit Rückensegelechsen oder Sphenacodontiden fand sich an offenen Stellen sowie in den Vegetationsgürteln.
Fossilien aus dem Karbon und Perm des Saar-Nahe-Gebiets sind seit mehr als 250 Jahren bekannt. Bis zur Eröffnung des Geoskops im Jahr 1998 gab es jedoch keine einzige Institution, die das außergewöhnliche erdgeschichtliche Erbe der Region als Ganzes der Öffentlichkeit zugänglich gemacht hatte.

### Präsentation

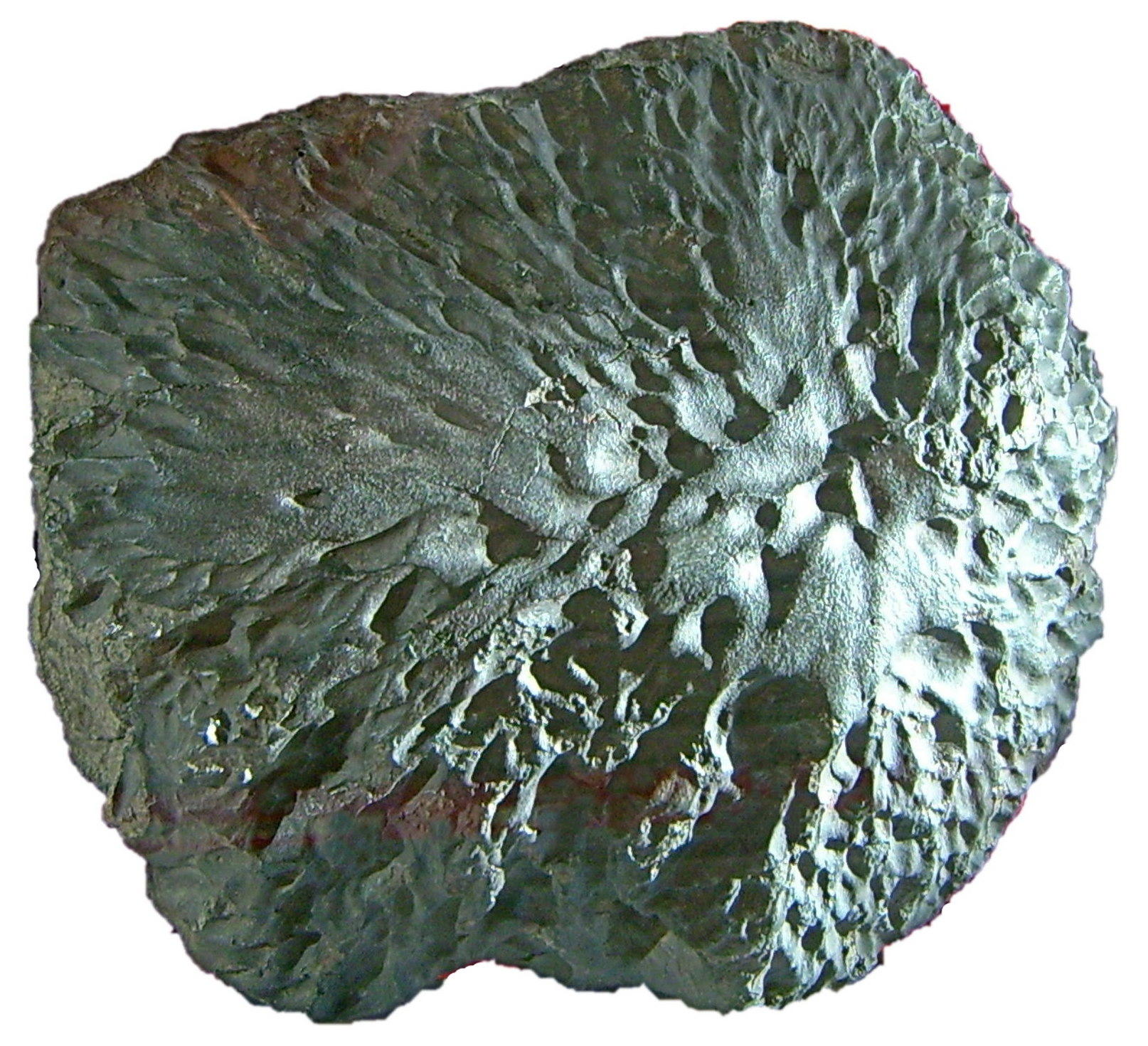
Replikat des Krähenberger Meteoriten

Das Geoskop verfügt über rund 400 m² Ausstellungsfläche, die sich auf zwei Etagen verteilen. Im Obergeschoss befinden sich Museumskasse und Infostand, ein Bereich für regelmäßig wechselnde Sonderausstellungen sowie mehrere Vitrinen zur Allgemeinen Geologie und zur regionalen Bergbaugeschichte. Zu den bekanntesten Exponaten gehört ein Replikat des 1869 auf der Sickinger Höhe niedergegangenen Krähenberger Meteoriten.
Das Untergeschoss beherbergt die Dauerausstellung, die ausschließlich der Lebewelt und dem Landschaftsbild der Pfalz vor rund 290 bis 300 Millionen Jahren am Ende des Karbons und im frühen Perm gewidmet ist. Einzigartige Originalfossilien aus der Region, detaillierte Großdioramen und eine Schaupräparation machen die urzeitliche Pfalz und ihre Erforschung für die Besucher erfahrbar.

Ausstellungen
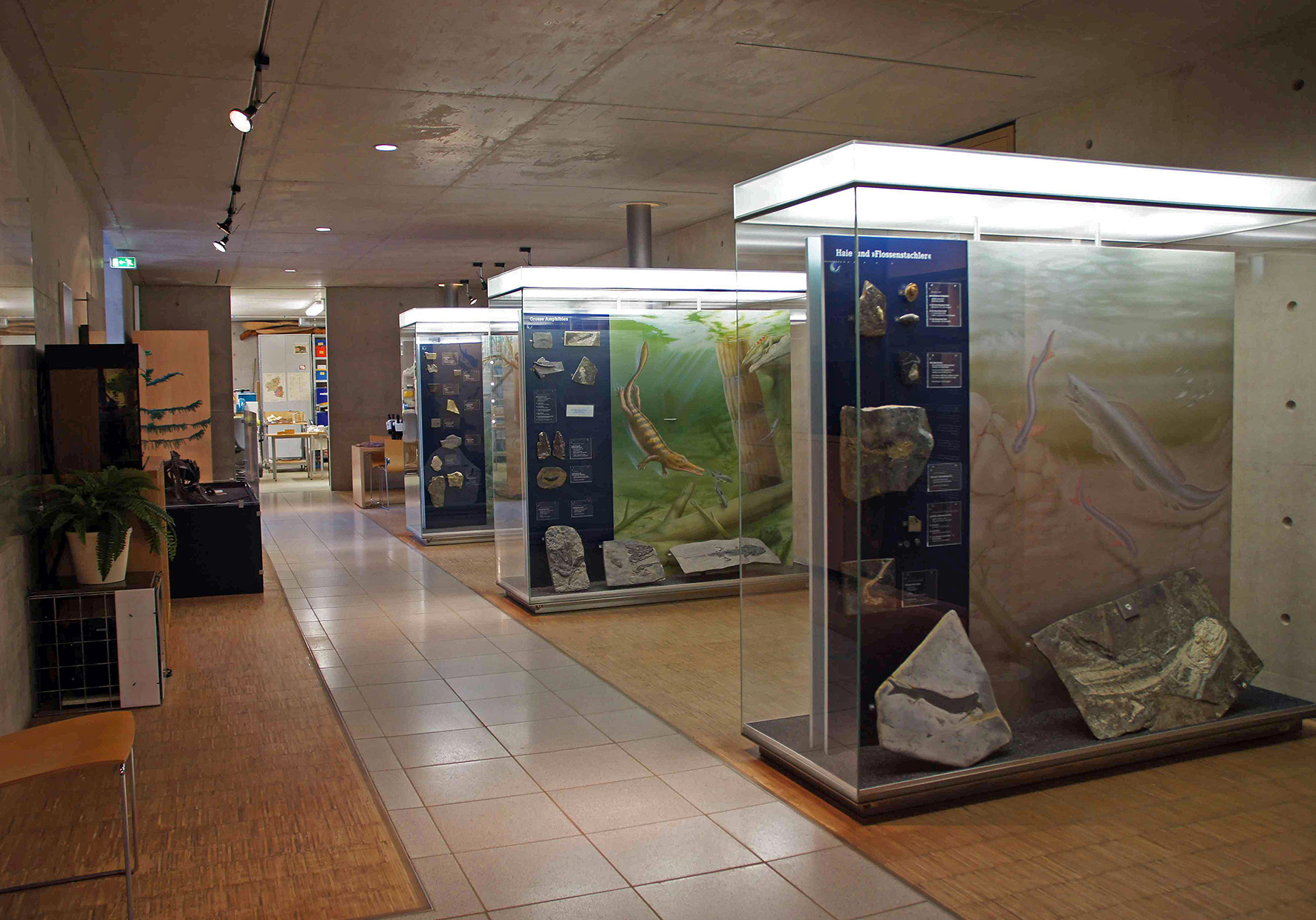
300 Millionen Jahre alte Originalfossilien aus dem Nordpfälzer Bergland
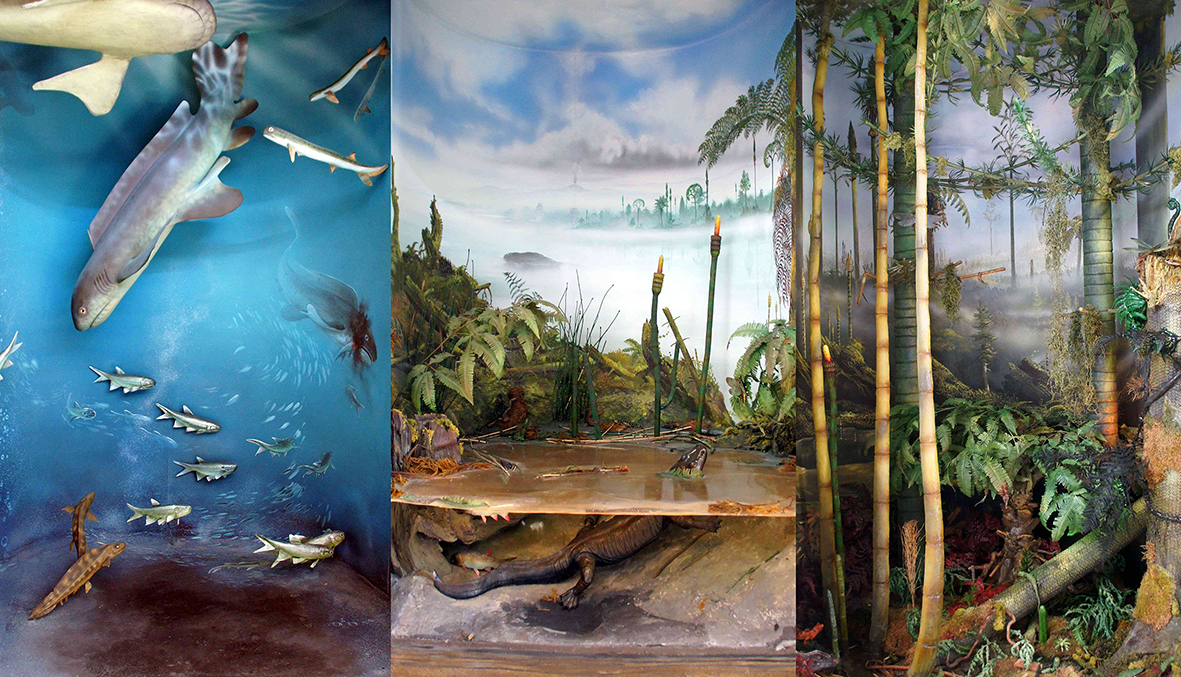
Die drei fossil überlieferten Lebensräume der Pfälzer Urzeit: See, Uferzone und Wald
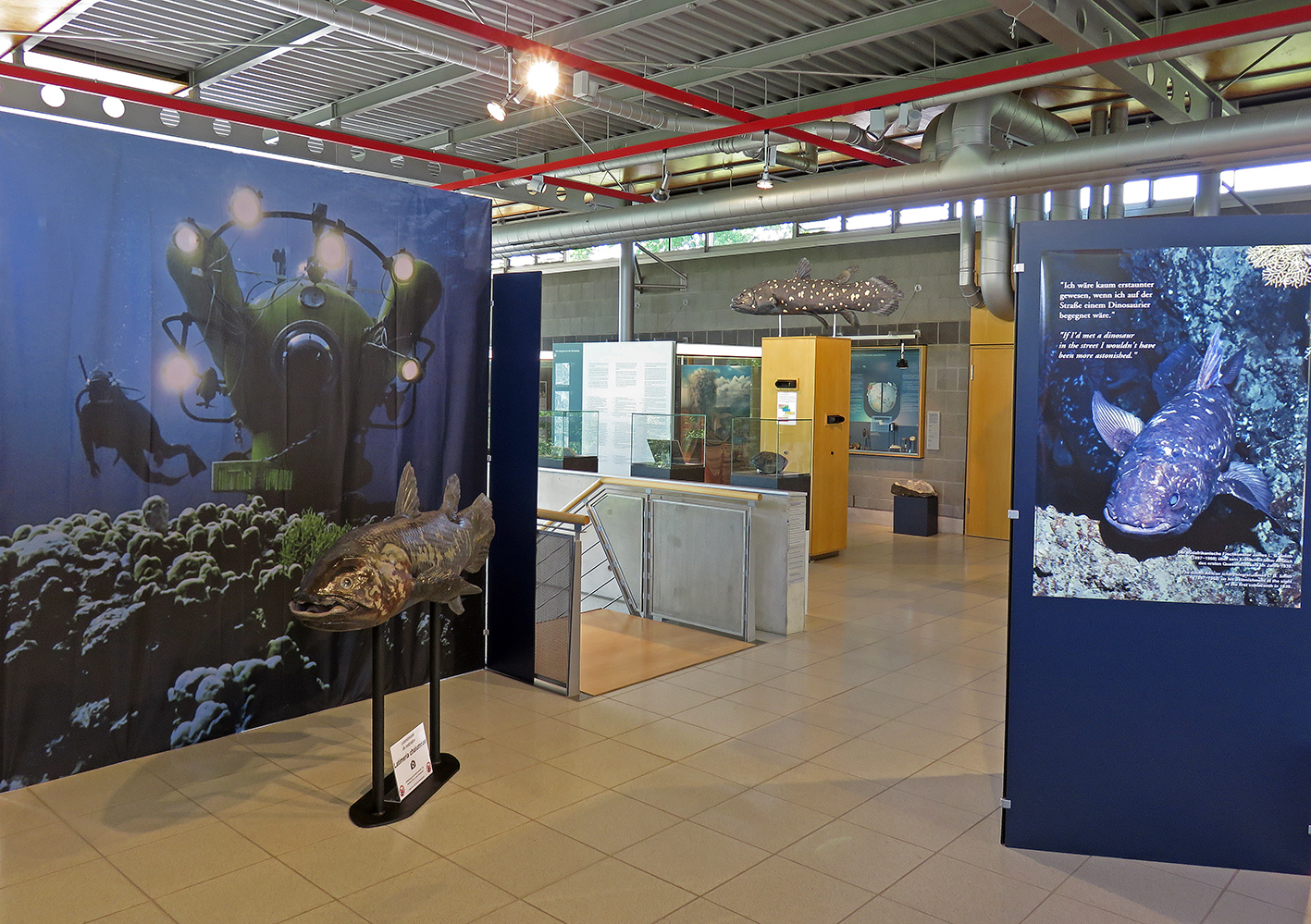
2016: Sonderausstellung zum Thema Quastenflosser

### Sonderausstellungen und Veranstaltungen
Das Urweltmuseum Geoskop versteht sich als naturkundliches Informationszentrum mit geowissenschaftlichem Schwerpunkt für Menschen aller Altersklassen. Diesem Anspruch versucht die Einrichtung durch thematisch vielfältige, regelmäßig wechselnde Sonderausstellungen (zwischen 1998 und 2020 wurden 28 Sonderausstellungen im Geoskop gezeigt, die teils eigens für das Geoskop entwickelt wurden), das Angebot von Fachvorträgen und Fachführungen, geführten Wanderungen und außerschulischen Lehrangeboten gerecht zu werden.
Das Jahresprogramm des Museums umfasst durchschnittlich etwa 50 fest terminierte Veranstaltungen. Dazu zählen Übernachtungen im Urweltmuseum für Kinder, Familien- und MuseumsTreffs, Terra Magica – das wissenschaftliche Forum des Urweltmuseums, Forschungswerkstatt für Menschen ab 5 in den Schulferien sowie Fortbildungsseminare und Museumsaktionstage. Hinzu kommen individuell buchbare Veranstaltungen der Forschungswerkstatt für Kindergärten, Schulen und Erwachsenengruppen, Kindergeburtstagsfeiern und ein dreitägiges Klassenfahrtprogramm in Zusammenarbeit mit der Jugendherberge Thallichtenberg.
Auswahl an Sonderausstellungsthemen
- Tiere der Eiszeit (2014–2015)
- Haie und Rochen – Faszination seit Jahrmillionen (2015–2016)
- Lebendige Urzeit – Der Quastenflosser oder Wie die Fische laufen lernten (2016)
- Kristallmagie – Verborgener Zauber dunkler Turmaline (2016–2017)
- Sehnsucht Urwald: Forschung – Kunst – Faszination (2017)
- Mammuts – Ikonen der Eiszeit (2017–2018)
- Versteinertes Wetter (2019–2020)
- SPINNEN! (2021–2022)
- Saurier – Die Erfindung der Urzeit (2022–2023)
- Im Paradies der Saurier – Die Wüste lebt! (2023–2024)
- Urzeitkrebse – Überlebenskünstler der Natur (2024–2025)
- Amphibien – Wunder der Evolution (2025–2026)

## Sammlungen
Die geowissenschaftlichen Sammlungen des Museums umfassen gegenwärtig etwa 15.000 Gesteine, Minerale und Fossilien. Diese werden im Magazin des Geoskops und in einem Außenlager aufbewahrt. Die Basis der Sammlungen bilden Altbestände der Pollichia (Übernahme aus dem Pfalzmuseum für Naturkunde – Pollichia-Museum Bad Dürkheim). Durch Objektspenden und vielfältige Forschungsaktivitäten des wissenschaftlichen Museumspersonals wachsen die Sammlungen kontinuierlich. Sammlungsschwerpunkte des Geoskops sind Objekte aus Karbon und Perm des Saar-Nahe-Beckens, eiszeitliche Säugetiere der Pfalz, sowie Spurenfossilien von Ursauriern des Erdaltertums weltweit. Rotliegend-Fossilien stellen das Hauptsammelgebiet dar und umfassen gut 90 % aller vorhandenen paläontologischen Belegstücke. Die Sammlungen am Geoskop sind ein einzigartiges Archiv für die Rekonstruktion der Erd- und Lebensgeschichte der Pfalz und angrenzender Gebiete und bieten eine substanzielle Basis für aktuelle und zukünftige geologisch-paläontologische Forschungen. Zusätzlich beherbergt das Geoskop die geowissenschaftliche Präsenzbibliothek des Pfalzmuseums.

## Forschung

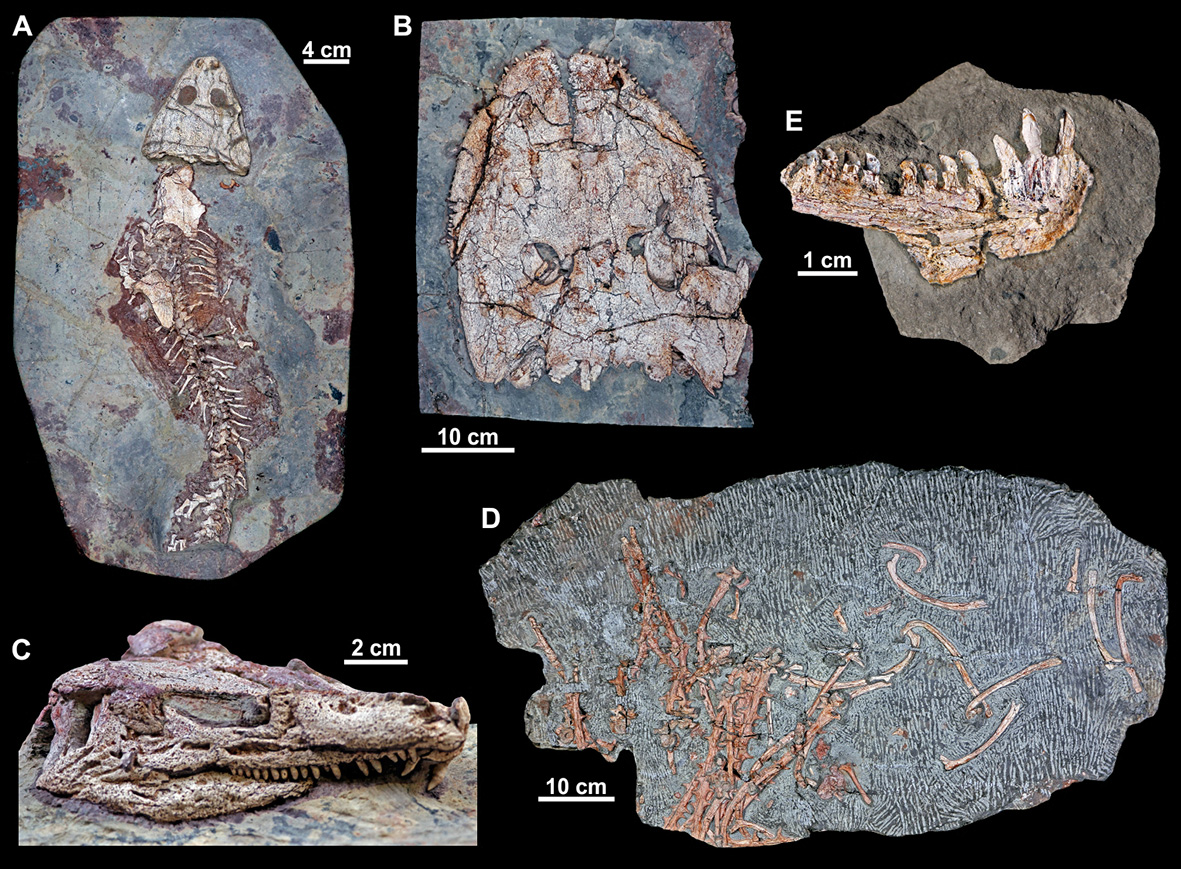
Überblick über die Ursaurierfunde aus der Pfalz bei Kusel mit A. Skelett des trimerorachiden-artigen Dvinosauriers Trypangognathus remigiusbergensis Schoch & Voigt, 2019; B. Schädel des eryopiden Temnospodylers Stenokranio boldi Werneburg et al. 2024; C. Schädel eines Diadectomorphen; D Postcraniale Reste des edaphosauriden „Pelycosauriers“ Remigiomontanus robustus Spindler et al., 2020; E. Fragment vom linken Unterkiefer des sphenacodontiden „Pelycosauriers“ Cryptovenator hirschbergeri Fröbisch et al., 2011.

Neben einem intensiven Austausch mit Sammlern und wissenschaftlich ambitionierten Laien beteiligt sich das Museum an den Aufgaben der erdgeschichtlichen Denkmalpflege des Landes Rheinland-Pfalz und unterhält wissenschaftliche Kooperationen mit einer Vielzahl an Museen, Universitäten und Behörden im In- und Ausland. Das Geoskop ist als Forschungsmuseum von der Deutschen Forschungsgemeinschaft zertifiziert. Das wissenschaftliche Personal des Museums betreut Praktikanten von Schulen und Hochschulen ebenso wie Qualifikationsarbeiten von Studenten, Doktoranden und Postdoktoranden. Wissenschaftliche Ausgrabungen im Auftrag der Denkmalpflegebehörden erfolgen unter Beteiligung geschulter freiwilliger Helfer.
Veranlasst durch erste Funde jungpaläozoischer Landwirbeltiere 2008 und 2013 führt das Geoskop seit 2015 systematische und kontinuierliche wissenschaftliche Grabungen am nahe gelegenen Remigiusberg bei Kusel durch. Bisher konnten mindestens sechs verschiedene, europaweit einzigartige Ursaurier (z. B. Cryptovenator, Trypanognathus, Remigiomontanus, Stenokranio) geborgen und identifiziert werden. Darunter finden sich die ältesten bekannten Reptilien Deutschlands sowie die zweitältesten in Europa. Auffällig sind Ähnlichkeiten der Kuseler Tetrapodenfauna mit Fossilien aus dem Unterperm von Thüringen (Bromacker) und Nordamerika.
Das Geoskop erhielt 2014 den Umweltpreis des Landes Rheinland-Pfalz für das Projekt Forschungswerkstatt für Menschen ab 5, das den Untertitel 25 Jahre Umweltbildung auf Burg Lichtenberg trägt.